# Lời nguyện ước (phim truyền hình 2014)
Lời nguyện ước (tiếng Hàn: 소원을 말해봐; Romaja: Sowoneul Malhaebwa) là một bộ phim truyền hình Hàn Quốc 2014 với sự tham gia của Oh Ji-eun và Ki Tae-young. Phim được phát sóng trên MBC từ 23 tháng 6 năm 2014 đến 2 tháng 1 năm 2015 vào thứ hai cho đến thứ sáu lúc 19:15 gồm 120 
tập

## Phân vai
- Oh Ji-eun vai Han So-won
- Ki Tae-young vai Kang Jin-hee
- Yoo Ho-rin vai Song Yi-hyun
- Kim Mi-kyung vai Lee Jung-sook
- Song Yoo-jung vai Han Da-won
- Park Jae-jung vai Jang Hyun-woo
- Lee Deok-hee vai Kim Choo-cha
- Lee Jong-soo vai Jang Gyun-woo
- Cha Hwa-yeon vai Shin Hye-ran
- Yeon Joon-seok vai Song Seok-hyun
- Kim Young-ok vai Chairman Choi
- Im Ji-eun vai Jo Myung-hee
- Kim Byung-choon vai Ji Sang-geun
- --- vai Park Hee-seok
- --- vai Kim Deok-gyu

## Giải thưởng và Đề cử
| Năm  | Giải             | Thể loại                                    | Người nhận   | Kết quả |
| ---- | ---------------- | ------------------------------------------- | ------------ | ------- |
| 2014 | MBC Drama Awards | Excellence Award, Actor in a Serial Drama   | Ki Tae-young | Đề cử   |
| 2014 | MBC Drama Awards | Excellence Award, Actress in a Serial Drama | Oh Ji-eun    | Đề cử   |